# Comté de Ravalli
Le comté de Ravalli est un comté des États-Unis situé dans la partie Sud-orientale de l’État du Montana. En 2010, la population était de 40 212 habitants. Son siège est Hamilton. Le comté a été créé en 1893 et nommé en l'honneur d'un prêtre jésuite italien, Antonio Ravalli, arrivé dans la région en 1845. L'économie du comté est basé sur l'industrie du bois et sur le tourisme.

## Géolocalisation
|                      | Comté de Missoula     |                     |
| Comté d'Idaho, Idaho | Comté de Ravalli      | Comté de Granite    |
|                      | Comté de Lemhi, Idaho | Comté de Beaverhead |

## Principales villes
- Darby
- Hamilton
- Pinesdale
- Stevensville